# Хаузен (Доњи Бајерн)
Хаузен (њем. Hausen) општина је у њемачкој савезној држави Баварска. Једно је од 24 општинска средишта округа Келхајм. Према процјени из 2010. у општини је живјело 2.024 становника. Посједује регионалну шифру (AGS) 9273125.

## Географски и демографски подаци
Хаузен се налази у савезној држави Баварска у округу Келхајм. Општина се налази на надморској висини од 384 метра. Површина општине износи 34,6 km². У самом мјесту је, према процјени из 2010. године, живјело 2.024 становника. Просјечна густина становништва износи 58 становника/km².